# Гапак Роман Олександрович
Рома́н Олекса́ндрович Гапа́к (2002—2024) — український військовослужбовець, учасник російсько-української війни, повний кавалер ордена «За мужність».

## Життєпис
Народився 4 квітня 2002 року в Ужгороді; навчався в школі № 6 ім. В. С. Ґренджі-Донського. 2020-го вступив на факультет історії та міжнародних відносин УжНУ — за освітньою програмою «Центральноєвропейські студії» спеціальності «Історія та археологія».
2020 року підписав 3-річний контракт із 128-ю гірсько-штурмовою бригадою ще за рік; в перших днях повномасгтабного вторгнення став на захист держави. Штурмовик і навідник гармати в БМП; 15-й окремий гірсько-штурмовий батальйон.
27 травня 2024 року загинув внаслідок удару FPV-дрона в селі Малі Щербаки Запорізької області.
Похований на Пагорбі Слави в Ужгороді.

## Нагороди
- Орден «За мужність» I ступеня (9 серпня 2024, посмертно) — за особисту мужність, виявлену у захисті державного суверенітету та територіальної цілісності України, самовіддане виконання військового обов'язку[1].
- Орден «За мужність» II ступеня (3 червня 2022) — за особисту мужність і самовіддані дії, виявлені у захисті державного суверенітету та територіальної цілісності України, вірність військовій присязі[2].
- Орден «За мужність» III ступеня (13 квітня 2022) — за особисту мужність і самовіддані дії, виявлені у захисті державного суверенітету та територіальної цілісності України, вірність військовій присязі[3].

## Вшанування
26 червня 2025 року у місті Ужгород на фасаді будинку де проживав Роман встановлено меморіальну дошку.